# The Wig
Pour plus de détails, voir Fiche technique et Distribution.
The Wig ou La perruque au Québec, (hangeul : 가발 ; hanja : 假髮 ; RR : Gabal ; MR : Kabal ; litt. « Perruque ») est un film sud-coréen réalisé par Won Shin-yeon, sortie en 2005. Il s'agit du premier long métrage du réalisateur.

## Synopsis
Une jeune femme, Soo-hyeon (Chae Min-seo), se bat contre le cancer et sa sœur aînée, Ji-hyeon (Sa Hyeon-Jin), décide de la ramener à la maison afin qu'elle puisse profiter du temps, car celle-ci est restée trop longtemps à l'hôpital. Ji-hyeon est muette à cause d'un accident de voiture qui a empalé sa gorge, malgré cela, elle est une personne très forte et très attentionnée pour sa petite sœur. Elle achète une perruque aux cheveux longs noirs pour Soo-hyeon afin qu'elle puisse retrouver confiance en elle et qu'elle soit moins complexée. Mais ce qu'elle ne sait pas, c'est que la perruque est maudite. Soo-hyeon est si heureuse avec la perruque qu'elle ne peut plus s'en passer. Elle change complètement de caractère, et quitte souvent la maison pour prendre des photos d'elle à plusieurs endroits.
Quelque temps après, des phénomènes étranges se produisent. Ji-hyeon va assister à la transformation de sa sœur en homme. Soo-hyeon porte en réalité les cheveux d'un homme mort peu de temps auparavant d'une mort atroce.

## Fiche technique
Sauf indication contraire ou complémentaire, les informations mentionnées dans cette section peuvent être confirmées par la base de données KMDb
- Titre original : 가발
- Titre anglophone et français : The Wig
- Titre québécois : La perruque[1],[2]
- Réalisation : Won Shin-yeon
- Scénario : Do Hyeon-jeong et Won Shin-yeon
- Musique : Kim Jun-seong
- Direction artistique : Jang Chun-seop, Jo Seong-won et Oh Sang-man
- Costumes : Lee Ja-young
- Photographie : Kim Dong-eun
- Son : Choi Tea-young et Lee Seung-yup
- Montage : Kim Sun-min
- Production : Kim Yong-dae et Lee Seo-yeol
- Société de production : Korea Entertainment
- Société de distribution : CJ Entertainment
- Pays de production :  Corée du Sud
- Langue originale : coréen
- Format : couleur
- Genre : drame, horreur, thriller
- Durée : 106 minutes
- Dates de sortie :
  - Corée du Sud : 12 août 2005
  - France : 6 février 2007 (DVD)[4]
- Public : interdit aux moins de 12 ans

## Distribution
- Chae Min-seo (en) : Soo-hyeon / Hee-joo
- Sa Hyon-Jin (en) : Ji-hyeon
- Bang Moon-soo : Gi-seok
- Sa Hyeon-jin : Kyeong-joo
- Soy : Hye-yeong
- Shin Hyeong-jong : le père de Hye-yeong
- Seo Joo-seong : la femme de Kyeong-joo
- Na Hyeon-joo : Min-joo
- Ryoo Hyeon-min : Tae-joon
- Kim Joo-kyeong : Ki-hoon

## Production
Pour incarner Soo-hyeon, Chae Min-seo a du perdre du poids et se raser la tête.
Le tournage a lieu deux mois à Paju, en Gyeonggi.